# Le Puits de Jacob (film)
Pour l’article homonyme, voir Le Puits de Jacob.
Pour plus de détails, voir Fiche technique et Distribution.
Le Puits de Jacob est un film muet français réalisé par Edward José, sorti en 1925.
ce film dramatique est une adaptation du roman éponyme de Pierre Benoit, publié la même année par Albin Michel.

## Fiche technique
- Réalisation : Edward José
- Scénario : d'après le roman de Pierre Benoit, adapté par Hewitt Claypoole Grantham-Hayes
- Musique : Pierre Gautier
- Producteur : Stefan Markus
- Société de production	: Markus et Steiger Productions[1]
- Pays de production :  France
- Durée : 88 minutes
- Lieux de tournage : Palestine et Constantinople
- Date de sortie : 1925

## Distribution
- Betty Blythe : Agar
- Léon Mathot : Leon
- Malcolm Tod : Paul Elzear
- Ernest Maupain : Rabbi Berlah Moses
- Annette Benson : Guitele
- Henriette Delannoy : Reine Avril
- André Nox : Kochbas

## Autour du film
- Une partie du tournage se déroule au printemps 1925 en Palestine mandataire et est gravement perturbé par des émeutes locales[2].